# A¹ ホモトピー理論
代数幾何学と代数的トポロジーにおいて、 A1ホモトピー理論とは、代数的トポロジー、特にホモトピーの手法を代数多様体、より一般にスキームに適用する手法である。理論はファビアン・モレルとウラジーミル・ヴォエヴォドスキーによる。根底にある考えは、代数多様体ではない単位区間[0, 1]を代数多様体であるアフィン線A1に置き換えることにより、ホモトピー理論への純粋な代数的アプローチを開発できるはずであるということである。理論の構成にはかなりの量の技術が必要だが、モチーフの導来圏の構成や、ミルナー予想とブロック-加藤予想の証明などの応用がある。

### 調査記事
- Antieau, Benjamin; Elmanto, Elden, A primer for unstable motivic homotopy theory, arXiv:1605.00929, Bibcode: 2016arXiv160500929A